# 犯罪構成要素
米国法における犯罪構成要素（はんざいこうせいようそ、英: element of a crime, element of an offense）とは、ある犯罪について被告人に対し有罪判決を行うためにその全てが証明されなければならない一揃いの事実のうちの一つをいう。裁判所が被告人をある犯罪について有罪とするためには、検察側は、（弁護側が提出し得るいかなる証拠によって反論されようとも）被告人が起訴に係る特定の犯罪の各要素を犯したことについて合理的な疑いを超えた (beyond a reasonable doubt) 証明に十分な確かな証拠を提出しなければならない。特定の犯罪を構成する要素は、当該犯罪次第で異なる。
犯罪の基礎的構成要素は、以下に掲げるとおりであるが、一般に、ある犯罪の各要素はこれらの種別のいずれかに分類される。コモン・ローにおいては、ある行為が犯罪とされるのは、被告人が、問責される行為自体と、法が当該行為を犯罪と評価する前提となる事実状況の存在の双方に関して、一定水準の意思（目的、知識または無謀のいずれか）を有する場合に限られる。しかしながら、一部の制定法上の犯罪（最も著名な例としては法定強姦罪）においては、被告人は、彼の行為を犯罪たらしめる一定の事実状況（例えば、告訴人の年齢）の存在についてはいかなる程度の確信または意図的無視も有していたことを要しない。このような犯罪は、厳格責任 (strict liability) 犯罪と呼ばれる。

## 精神状態（「犯罪意思」：mens rea）
「犯罪意思」(mens rea) とは、被告人の意思に係る犯罪の精神的要素である。これは必要的要素であり、すなわち、犯罪行為は自発的又は目的的でなければならない。「犯罪意思」は、精神的意思（精神的過失）、すなわち、犯罪の時点における被告人の精神状態であり、guilty mind（犯罪的精神）と呼ばれることもある。その由来は、起源の明らかでない古い箴言「actus reus non facit reum nisi mens sit reas」にあり、これは「罪ある心無ければ罪ある行為無し」と訳される。たとえば、加重殴打罪 (aggrevated battery) の「犯罪意思」は、重大な身体的危害を与える意思とされている。「犯罪意思」は、ほとんど常に、犯罪行為が行われたことを証明するために必要な構成要素の1つである。
「犯罪意思」は、犯罪によって異なる。謀殺罪 (murder) の場合は、この精神的要素として、被告人が行為に際して「予謀の犯意 (malice aforethought)」を有していたことが要求される。その他の犯罪の場合は、当該行為が行われるに際して「知りながら (knowingly)」、「意図 (willfulness)」、「無謀 (recklessness)」といった精神的要素を有していたことの証明が求められることがある。放火罪 (arson) であれば禁止された行為を行う意思が求められるのに対して、謀殺罪などの他の犯罪であれば、禁止された結果を惹起する意思が求められる。動機、すなわち当該行為を行った理由は、「犯罪意思」とは同じではなく、法は動機については関知しない。
多くの法体系において「犯罪意思」の重要性は認識されているものの、その概念が正確に意味するところはさまざまである。アメリカ法律協会の模範刑法典では、この精神状態を4種にまで削減している。一般論として、ある個人に罪責が帰せられるのは、その行為が「目的をもって (purposely)」、「知りながら (knowingly)」、「無謀に (recklessly)」又は「過失により (negligently)」行われた場合である。これらの4種類の属性は、通常の「犯罪意思」に関する問題の多くを取り扱うに際し、基本的に有効であるとみられる。

## 行為（「犯罪行為」：actus reus）
全ての犯罪には、「犯罪行為」(actus reus) が必要である。すなわち、犯罪となる行為または不法な不作為がなければならない。人は、犯罪的な考えを理由としては処罰され得ない。この要素が基礎とするのは、証明の基準の問題である。どうすれば他人の考えを判断でき、そして、どうすれば犯罪的な考えをくだらない考えと区別できようか？さらにいえば、法が対象とする領域は、犯罪的な思想の処罰ではなく、当該思想に基づき自発的に行為した者を処罰することにある。
考えとは異なり、言葉は刑法上の行為であるとされ得る。例えば、脅迫 (threat)、偽証 (perjury)、共謀 (conspiracy) および教唆といった犯罪においては、言葉が「犯罪行為」の要素を構成し得る。
不作為もまた、刑事責任の基礎を構成し得る。

## 同時性：concurrence
一般に、「犯罪意思 (mens rea)」と「犯罪行為 (actus reus)」は、同時になければならない。すなわち、犯罪を犯す意思は、犯罪行為に先立つか共存しなければならず、または、何らかの方法で当該行為を行わせたものでなければならない。犯罪行為をもたらした行動を行わせたものである限り、必要な「犯罪意思」は、禁止された行為が行われるまで継続して存在しなければならないものではない。しかしながら、刑事責任が生じるためには、歴然たる自発的な行為か、または、制定法もしくはコモン・ローにより求められる行為を怠ったこと（物理的に可能な場合に限る。）のいずれかが必要である。

## 因果性：causation
多くの犯罪については、現実の危害が生じたという要素、すなわち因果性が、証明されなければならない。例えば、殺人罪 (homicide) であれば殺害を要するし、過重殴打罪 (aggravated battery) であれば重大な身体的危害を要するのであり、これらそれぞれの結果がなければ、これらそれぞれの犯罪は犯されたことにならない。行動と結果の間の因果関係は、行為者の直接の関与がなければ当該行為は発生しなかったといえれば証明される。
因果性は立証には複雑である。当該行為は当該犯罪的危害を生じさせるには「必要ではあるが十分ではない」かもしれない。行為と結果との間に、介在的な事由が生じたかもしれない。したがって、行為および禁じられた結果の原因は、「近接的」(proximate)、すなわち、時間的に近くなければならない。